# 薩爾達什特 (西阿塞拜疆省)
薩爾達什特（波斯語：‎；：‎，羅馬化：Serdeşt）是伊朗的城市，位於該國西北部爾米亞湖西南面，由西阿塞拜疆省負責管轄，毗鄰與伊拉克接壤的邊境，海拔高度1,300米，每年平均降雨量866毫米，2006年人口37,115。

## 外部連結
- 1987 chemical attack still haunts Iran Archive.today的存檔，存档日期2013-01-03
- 'Forgotten Victims' Of Saddam Hussein Era Await Justice （页面存档备份，存于）